# Општина Фелипе Кариљо Пуерто (Кинтана Ро)
Фелипе Кариљо Пуерто (шп. Felipe Carrillo Puerto) општина је у Мексику у савезној држави Кинтана Ро. Општина се налази на надморској висини од 20 м.

## Становништво
Према подацима из 2010. у општини је живело 75026 становника.

### Хронологија
| Година       | 2000                  | 2005                  | 2010                  |
| ------------ | --------------------- | --------------------- | --------------------- |
| Становништво | 60365 (30682 / 29683) | 65373 (33288 / 32085) | 75026 (37994 / 37032) |

### Попис
| \| \| м \| \| \| ж \| \| 0—2 \| 2.413 \| \| \| 2.462 \| \| 3—5 \| 2.568 \| \| \| 2.593 \| \| 6—11 \| 5.494 \| \| \| 5.204 \| \| 12—14 \| 2.682 \| \| \| 2.441 \| \| 15—17 \| 2.619 \| \| \| 2.579 \| \| 18—24 \| 5.137 \| \| \| 5.069 \| \| 60+ \| 2.811 \| \| \| 2.395 \| \| Просек : \| 26,6 \| \| \| 26,5 \| |       |  |  |       |
| |       |  |  |       |
| | м     |  |  | ж     |
| 0—2 | 2.413 |  |  | 2.462 |
| 3—5 | 2.568 |  |  | 2.593 |
| 6—11 | 5.494 |  |  | 5.204 |
| 12—14 | 2.682 |  |  | 2.441 |
| 15—17 | 2.619 |  |  | 2.579 |
| 18—24 | 5.137 |  |  | 5.069 |
| 60+ | 2.811 |  |  | 2.395 |
| Просек : | 26,6  |  |  | 26,5  |

| #   | Индикатор                                                                                        | Вредност |
| --- | ------------------------------------------------------------------------------------------------ | -------- |
| 1   | Становништво од 0 до 2 године                                                                    | 4875     |
| 2   | Мушко становништво од 0 до 2 године                                                              | 2413     |
| 3   | Женско становништво од 0 до 2 године                                                             | 2462     |
| 4   | Становништво са 3 и више година                                                                  | 69208    |
| 5   | Мушко становништво са 3 и више година                                                            | 35110    |
| 6   | Женско становништво са 3 и више година                                                           | 34098    |
| 7   | Становништво са 5 и више година                                                                  | 65752    |
| 8   | Мушко становништво са 5 и више година                                                            | 33385    |
| 9   | Женско становништво са 5 и више година                                                           | 32367    |
| 10  | Становништво са 12 и више година                                                                 | 53349    |
| 11  | Мушко становништво са 12 и више година                                                           | 27048    |
| 12  | Женско становништво са 12 и више година                                                          | 26301    |
| 13  | Становништво са 15 и више година                                                                 | 48226    |
| 14  | Мушко становништво са 15 и више година                                                           | 24366    |
| 15  | Женско становништво са 15 и више година                                                          | 23860    |
| 16  | Становништво са 18 и више година                                                                 | 43028    |
| 17  | Мушко становништво са 18 и више година                                                           | 21747    |
| 18  | Женско становништво са 18 и више година                                                          | 21281    |
| 19  | Становништво од 3 до 5 година                                                                    | 5161     |
| 20  | Мушко становништво од 3 до 5 година                                                              | 2568     |
| 21  | Женско становништво од 3 до 5 година                                                             | 2593     |
| 22  | Становништво од 6 до 11 година                                                                   | 10698    |
| 23  | Мушко становништво од 6 до 11 година                                                             | 5494     |
| 24  | Женско становништво од 6 до 11 година                                                            | 5204     |
| 25  | Становништво од 8 до 14 година                                                                   | 12362    |
| 26  | Мушко становништво од 8 до 14 година                                                             | 6372     |
| 27  | Женско становништво од 8 до 14 година                                                            | 5990     |
| 28  | Становништво од 12 до 14 година                                                                  | 5123     |
| 29  | Мушко становништво од 12 до 14 година                                                            | 2682     |
| 30  | Женско становништво од 12 до 14 година                                                           | 2441     |
| 31  | Становништво од 15 до 17 година                                                                  | 5198     |
| 32  | Мушко становништво од 15 до 17 година                                                            | 2619     |
| 33  | Женско становништво од 15 до 17 година                                                           | 2579     |
| 34  | Становништво од 18 до 24 године                                                                  | 10206    |
| 35  | Мушко становништво од 18 до 24 године                                                            | 5137     |
| 36  | Женско становништво од 18 до 24 године                                                           | 5069     |
| 37  | Женско становништво од 15 до 49 година                                                           | 19054    |
| 38  | Становништво са 60 и више година                                                                 | 5206     |
| 39  | Мушко становништво са 60 и више година                                                           | 2811     |
| 40  | Женско становништво са 60 и више година                                                          | 2395     |
| 41  | Однос између мушкараца и жена                                                                    | 102.6    |
| 42  | Становништво од нуле до 14 година                                                                | 25857    |
| 43  | Становништво од 15 до 64 године                                                                  | 44631    |
| 44  | Становништво од 65 година и више                                                                 | 3595     |
| 45  | Просечан број деце                                                                               | 2.78     |
| 46  | Становништво рођено у ентитету                                                                   | 61785    |
| 47  | Мушко становништво рођено у ентитету                                                             | 31232    |
| 48  | Женско становништво рођено у ентитету                                                            | 30553    |
| 49  | Становништво рођено у другом ентитету                                                            | 12091    |
| 50  | Мушко становништво рођено у другом ентитету                                                      | 6179     |
| 51  | Женско становништво рођено у другом ентитету                                                     | 5912     |
| 52  | Становништво од 5 година и више резидентно у ентитету у јуну 2005. године                        | 64335    |
| 53  | Мушко становништво старосног доба од 5 година и више, резидентно у ентитету у јуну 2005. године  | 32684    |
| 54  | Женско становништво старосног доба од 5 и више година, резидентно у ентитету у јуну 2005. године | 31651    |
| 55  | Становништво од 5 година и више које је живело у другом ентитету у јуну 2005. године             | 988      |
| 56  | Мушко становништво старије од 5 година које је живело у другом ентитету у јуну 2005. године      | 483      |
| 57  | Женско становништво старије од 5 година које је живело у другом ентитету у јуну 2005. године     | 505      |
| 58  | Становништво од 3 године и више које говори аутохтони језик                                      | 46663    |
| 59  | Мушко становништво старо 3 године и више које говори аутохтони језик                             | 23906    |
| 60  | Женско становништво старо 3 године и више које говори аутохтони језик                            | 22757    |
| 61  | Становништво од 3 године и више које говори аутохтони језик и не говори шпански језик            | 5999     |
| 62  | Мушко становништво старо 3 године и више које говори аутохтони језик и не говори шпански         | 2246     |
| 63  | Женско становништво старо 3 године и више које говори аутохтони језик и не говори шпански језик  | 3753     |
| 64  | Становништво старо 3 године и више које говори аутохтони језик и шпански                         | 40147    |
| 65  | Мушко становништво старо 3 године и више које говори аутохтони језик и шпански                   | 21411    |
| 66  | Женско становништво старо 3 године и више које говори аутохтони језик и шпански                  | 18736    |
| 67  | Становништво од 5 година и више које говори аутохтони језик                                      | 45244    |
| 68  | Становништво од 5 година и више које говори аутохтони језик и не говори шпански језик            | 5509     |
| 69  | Становништво од 5 година и више које говори аутохтони језик и говори шпански језик               | 39241    |
| 70  | Становништво у домородачким домаћинствима                                                        | 64733    |
| 71  | Становништво са ограничењима у активностима                                                      | 2412     |
| 72  | Становништво са ограниченим ходањем или кретањем, горе или доле                                  | 1173     |
| 73  | Становници са ограничењима вида, чак и уз кориштење сочива                                       | 645      |
| 74  | Становништво са ограничењима говора, комуникације или конверзације                               | 385      |
| 75  | Становништво са ограниченим слухом                                                               | 286      |
| 76  | Становништво са ограничењима при одевању, купању или јелу                                        | 162      |
| 77  | Становништво са ограничењима у опажању или учењу једноставних ствари                             | 121      |
| 78  | Становништво са менталним ограничењима                                                           | 245      |
| 79  | Становништво без ограничења активности                                                           | 71102    |
| 80  | Становништво од 3 до 5 година које не похађа школу                                               | 1280     |
| 81  | Мушко становништво од 3 до 5 година које не похађа школу                                         | 622      |
| 82  | Женско становништво од 3 до 5 година које не похађа школу                                        | 658      |
| 83  | Становништво од 6 до 11 година које не похађа школу                                              | 247      |
| 84  | Мушко становништво од 6 до 11 година које не похађа школу                                        | 129      |
| 85  | Женско становништво од 6 до 11 година које не похађа школу                                       | 118      |
| 86  | Становништво од 12 до 14 година које не похађа школу                                             | 281      |
| 87  | Мушко становништво од 12 до 14 година које не похађа школу                                       | 143      |
| 88  | Женско становништво од 12 до 14 година које не похађа школу                                      | 138      |
| 89  | Становништво од 15 до 17 година похађа школу                                                     | 3741     |
| 90  | Мушко становништво од 15 до 17 година похађа школу                                               | 1953     |
| 91  | Женско становништво између 15 и 17 година живота у школи                                         | 1788     |
| 92  | Становништво од 18 до 24 године похађа школу                                                     | 2321     |
| 93  | Мушко становништво од 18 до 24 године похађа школу                                               | 1169     |
| 94  | Женско становништво од 18 до 24 године похађа школу                                              | 1152     |
| 95  | Становништво од 8 до 14 година које не може да чита и пише                                       | 895      |
| 96  | Мушко становништво старосног доба од 8 до 14 година које не може да чита и пише                  | 512      |
| 97  | Женско становништво старосног доби од 8 до 14 година које не може да чита и пише                 | 383      |
| 98  | Становништво од 15 година и више које је неписмено                                               | 6753     |
| 99  | Мушко становништво од 15 година и више које је неписмено                                         | 2749     |
| 100 | Женско становништво од 15 година и више које је неписмено                                        | 4004     |
| 101 | Становништво старо 15 и више година без школовања                                                | 5274     |
| 102 | Мушко становништво старо 15 и више година без школовања                                          | 2221     |
| 103 | Женско становништво старо 15 и више година без школовања                                         | 3053     |
| 104 | Становништво старосног доба 15 и више година са непотпуним основним образовањем                  | 8544     |
| 105 | Мушко становништво старосног доба од 15 година и више са непотпуном основним образовањем         | 4270     |
| 106 | Женско становништво старосног доба 15 и више година са непотпуном основним образовањем           | 4274     |
| 107 | Становништво старо 15 и више година са комплетним основним образовањем                           | 7204     |
| 108 | Мушко становништво старо 15 година и више са комплетним основним образовањем                     | 3375     |
| 109 | Женско становништво старо 15 и више година са комплетним основним образовањем                    | 3829     |
| 110 | Становништво старосног доба 15 и више година са непотпуним средњим образовањем                   | 2408     |
| 111 | Мушко становништво старосног доба од 15 година и више са непотпуним средњим образовањем          | 1273     |
| 112 | Женско становништво старосног доба од 15 година и више са непотпуним средњим образовањем         | 1135     |
| 113 | Становништво старо 15 и више година са пуним секундарном образовањем                             | 12607    |
| 114 | Мушко становништво старосног доба од 15 година и више са пуним секундарном образовањем           | 6696     |
| 115 | Женско становништво старосног доба од 15 година и више са пуним секундарном образовањем          | 5911     |
| 116 | Становништво старије од 18 година са постосновним образовањем                                    | 10610    |
| 117 | Мушко становништво старије од 18 година са постосновним образовањем                              | 5755     |
| 118 | Женско становништво старије од 18 година са постосновним образовањем                             | 4855     |
| 119 | Просечна оцена школовања                                                                         | 7.34     |
| 120 | Просечан ниво образовања мушке популације                                                        | 7.6      |
| 121 | Просечан ниво образовања женског становништва                                                    | 7.08     |
| 122 | Економски активно становништво                                                                   | 24832    |
| 123 | Економски активна мушка популација                                                               | 19905    |
| 124 | Економски активна женска популација                                                              | 4927     |
| 125 | Становништво које није економски активно                                                         | 28277    |
| 126 | Мушко становништво које није економски активно                                                   | 7011     |
| 127 | Женско становништво које није економски активно                                                  | 21266    |
| 128 | Запослено становништво                                                                           | 24213    |
| 129 | Запослено мушко становништво                                                                     | 19372    |
| 130 | Запослено женско становништво                                                                    | 4841     |
| 131 | Незапослена популација                                                                           | 619      |
| 132 | Незапослена мушка популација                                                                     | 533      |
| 133 | Незапослена женска популација                                                                    | 86       |
| 134 | Становништво без права на здравствене услуге                                                     | 18934    |
| 135 | Становништво које има право на здравствене услуге                                                | 55001    |
| 136 | Становништво које има право на ИМСС                                                              | 4980     |
| 137 | Становништво које има право на социјално осигурање                                               | 5752     |
| 138 | Становништво које има право на државно социјално осигурање                                       | 442      |
| 139 | Становништво које има право на опште осигурање или здравствено осигурање за нову генерацију      | 43518    |
| 140 | Становништво које је било једном или није било у браку током 12 година и више                    | 18989    |
| 141 | Венчано или уједињено становништво од 12 година и више                                           | 30973    |
| 142 | Становништво које је било у браку или уједињено 12 година и више                                 | 3285     |
| 143 | Становништво са католичком религијом                                                             | 54056    |
| 144 | Протестанти, еванђелисти и библијски следбеници различити од еванђелиста                         | 12631    |
| 145 | Становништво са другим религијама различитим од претходних                                       | 35       |
| 146 | Становништво без религије                                                                        | 5018     |
| 147 | Укупно пописаних домаћинства                                                                     | 16840    |
| 148 | Пописна домаћинства на челу са мушкарцима                                                        | 14152    |
| 149 | Пописна домаћинства на челу са женама                                                            | 2688     |
| 150 | Становништво у пописним домаћинствима                                                            | 74045    |
| 151 | Становништво у пописним домаћинствима на челу са мушкарцима                                      | 64035    |
| 152 | Становништво у пописним домаћинствима на челу са женама                                          | 10010    |
| 153 | Укупно домаћинстава                                                                              | 20849    |
| 154 | Укупно насељених домаћинстава                                                                    | 17148    |
| 155 | Укупно приватних кућа                                                                            | 20541    |
| 156 | Насељени приватни домови                                                                         | 16840    |
| 157 | Укупно насељених приватних кућа                                                                  | 17146    |
| 158 | Ненасељене приватне куће                                                                         | 2180     |
| 159 | Појединачна домаћинства за привремену употребу                                                   | 1521     |
| 160 | Становници у насељеним приватним кућама                                                          | 74045    |
| 161 | Насељеност станара у приватним становима                                                         | 4.4      |
| 162 | Просечно становника по соби у приватним насељеним домаћинствима                                  | 1.69     |
| 163 | Појединачна домаћинства са подовима од различитих материјала од земље                            | 15322    |
| 164 | Појединачна домаћинства у приземљу                                                               | 1439     |
| 165 | Појединачна домаћинства са једном спаваћом собом                                                 | 9911     |
| 166 | Појединачна домаћинства са две спаваће собе и више                                               | 6874     |
| 167 | Појединачна домаћинства са једним собом                                                          | 2983     |
| 168 | Појединачна домаћинства са две собе                                                              | 5982     |
| 169 | Појединачна домаћинства са 3 собе и више                                                         | 7814     |
| 170 | Појединачна домаћинства која имају електрично светло                                             | 15942    |
| 171 | Појединачна домаћинства која немају електрично светло                                            | 824      |
| 172 | Појединачна домаћинства која имају водоводну воду у стамбеном простору                           | 15410    |
| 173 | Појединачна домаћинства која немају водоводну воду у стамбеном простору                          | 1336     |
| 174 | Појединачна домаћинства која имају тоалет                                                        | 12688    |
| 175 | Појединачна домаћинства која имају канализацију                                                  | 10731    |
| 176 | Појединачна домаћинства која немају канализацију                                                 | 5970     |
| 177 | Појединачна домаћинства која имају електрично светло, довод воде из јавне мреже и канализацију   | 10178    |
| 178 | Појединачна домаћинства без икаквих услова                                                       | 1585     |
| 179 | Појединачна домаћинства која имају радио                                                         | 10660    |
| 180 | Појединачна домаћинства која имају телевизор                                                     | 13376    |
| 181 | Појединачна домаћинства која имају фрижидер                                                      | 9864     |
| 182 | Појединачна домаћинства која имају машину за веш                                                 | 9744     |
| 183 | Појединачна домаћинства која имају аутомобил или комби                                           | 3051     |
| 184 | Појединачна домаћинства која имају рачунар                                                       | 2133     |
| 185 | Појединачна домаћинства која имају фиксну телефонску линију                                      | 1643     |
| 186 | Појединачна домаћинства која имају мобилни телефон                                               | 7134     |
| 187 | Појединачна домаћинства која имају приступ интернету                                             | 871      |